# Бостанджян, Роберт Карапетович
Роберт Карапетович Бостанджян (род. 23 апреля 1962, Эшера, Абхазская АССР) — советский и российский футболист, российский, абхазский тренер.

## Биография
Родился 3 апреля 1962 года в селе Эшера Сухумского района Абхазской АССР, с пяти лет — в Гагре.
С 1970 года стал тренироваться в ДЮСШ Гагры, тренер Зураб Куция. В 1977 году был приглашён в ШИСП № 10 Ростова-на-Дону, чемпион СССР среди юношеских команд (1980).
Член сборных РСФСР и СССР среди юношей (1977—1979). Лучший футболист СССР среди юношей 1962—1963 г. р. в составе сборной РСФСР (1978).
Победитель 13-го турнира среди футболистов социалистических стран «Дружба» в составе юношеской сборной СССР (1979).
В 1979 году стал играть за дубль СКА Ростов-на-Дону. 11 мая 1980 года в домашнем матче против бакинского «Нефтчи» (3:0) дебютировал в высшей лиге, выйдя на замену на 72-й минуте. В 1980—1981 годах сыграл в чемпионате СССР 15 матчей, забил один гол. В победном для СКА розыгрыше Кубка СССР 1981 провёл четыре матча на групповой стадии. В сентябре 1982 года из СКА, вылетевшего в первую лигу, перешёл в ереванский «Арарат», за который сыграл три матча, выходя на замену по ходу второго тайма. 1983 год вновь отыграл в СКА в первой лиге. За два следующих сезона провёл в «Арарате» в чемпионате 35 матчей, забил два гола — в двух матчах подряд в июне 1984 года — в играх с «Жальгирисом» (1:1) и ЦСКА (2:0).
В 1986—1987 годах играл в команде «Курортторг» Гагра в чемпионате Абхазской АССР, в 1987—1988 годах — за «Динамо» Гагра в 1 группе чемпионата Грузинской ССР. В 1988 году перешёл в команду второй лиги первенства СССР «Динамо» Сухуми, с которой в следующем году вышел в первую лигу. В начале 1990 года перешёл в «Котайк» Абовян. В 1991 году выступал во второй низшей лиге за «Динамо» Гагра.
С 1993 года работал детским тренером в Гагре. В 1997 году была воссоздана команда «Динамо», состоявшая из воспитанников Бостанджяна.
В 1996 году сыграл шесть матчей в третьей лиге России за команду «Динамо-Жемчужина-2».
В 2004—2008 годах — главный тренер команды «Киараз» (Пицунда), которая в 2004 году стала чемпионом и обладателем Кубка Абхазии, в 2005 году — серебряным призёром чемпионата.
В 2009—2012 годах — консультант детских команд.
С 2013 года — главный тренер в ДЮСШ № 1 города Гагра.
Заслуженный тренер Абхазии (1997). Лучший тренер Абхазии (2004).